# ワット・ナーンパヤー (シーサッチャナーライ)

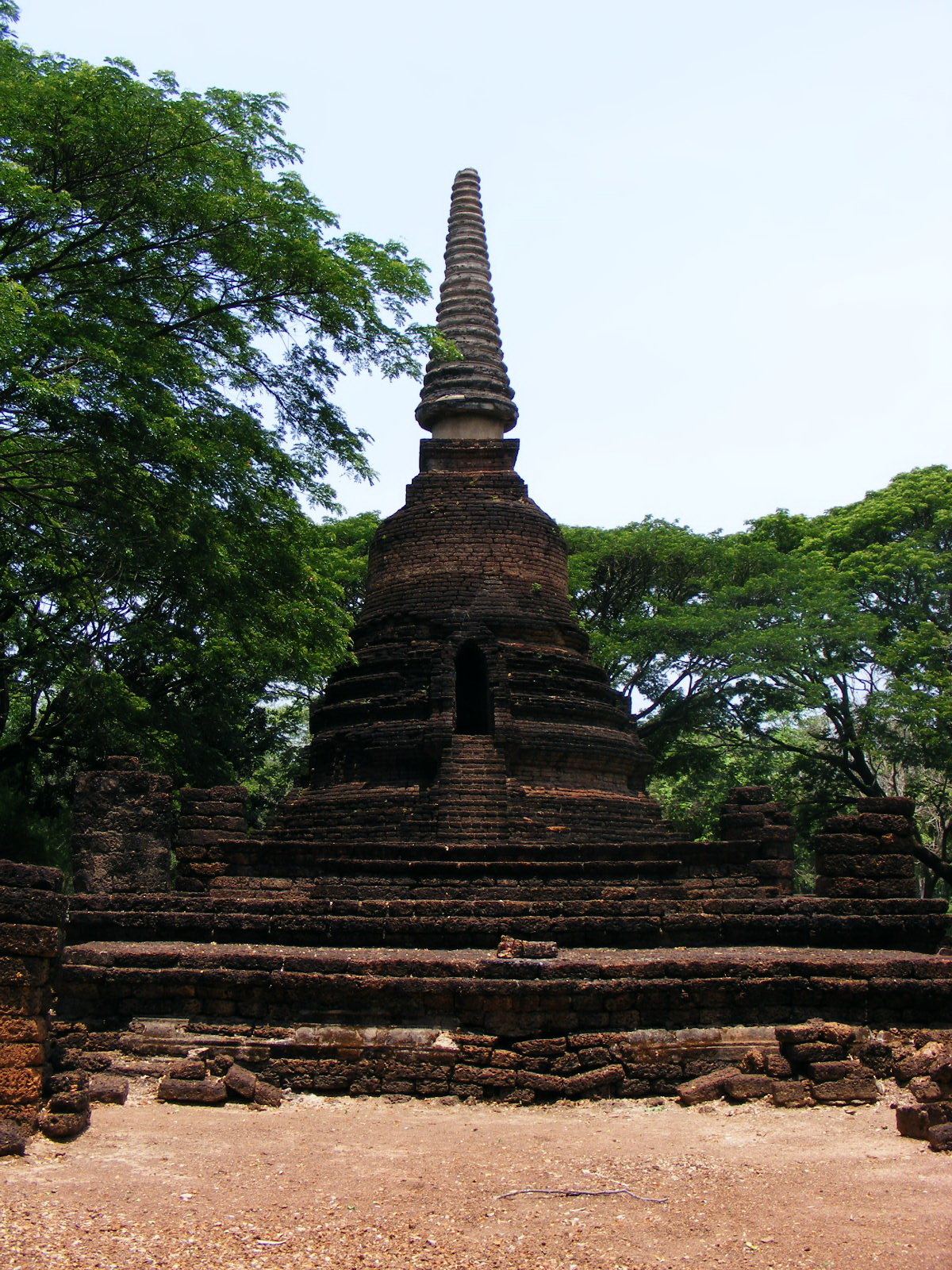
中央の仏塔

ワット・ナーンパヤー (Wat Nang Phaya、タイ語: วัดนางพญา) は、タイの北部、スコータイ県シーサッチャナーライの旧市街となるシーサッチャナーライ歴史公園にある仏教寺院遺跡の1つである。寺院はスコータイ王朝の副都であったシーサッチャナーライの市壁内の東側に位置する。

## 創建
寺院名のワット・ナーン・パヤーは「女王の寺院」を意味する。ラーマ6世が『プラルアン旅行記』（タイ語: เที่ยวเมืองพระร่วง、RTGS: Tiew Muang Phra Ruang）に記したことろでは、地元の伝承によると、寺院は中国の皇女パスジャデヴィ (Pasuja Devi) により創建されたといわれる。しかしながら、そのような伝説を裏付ける考古学的証拠はない。また、その様式によりアユタヤ王朝のワット・プラシーサンペットと同じ時代であることが示唆され、15世紀から16世紀ごろに建立されたとも考えられるが、記録や資料がなく実際の年代は不明である。

## 構成

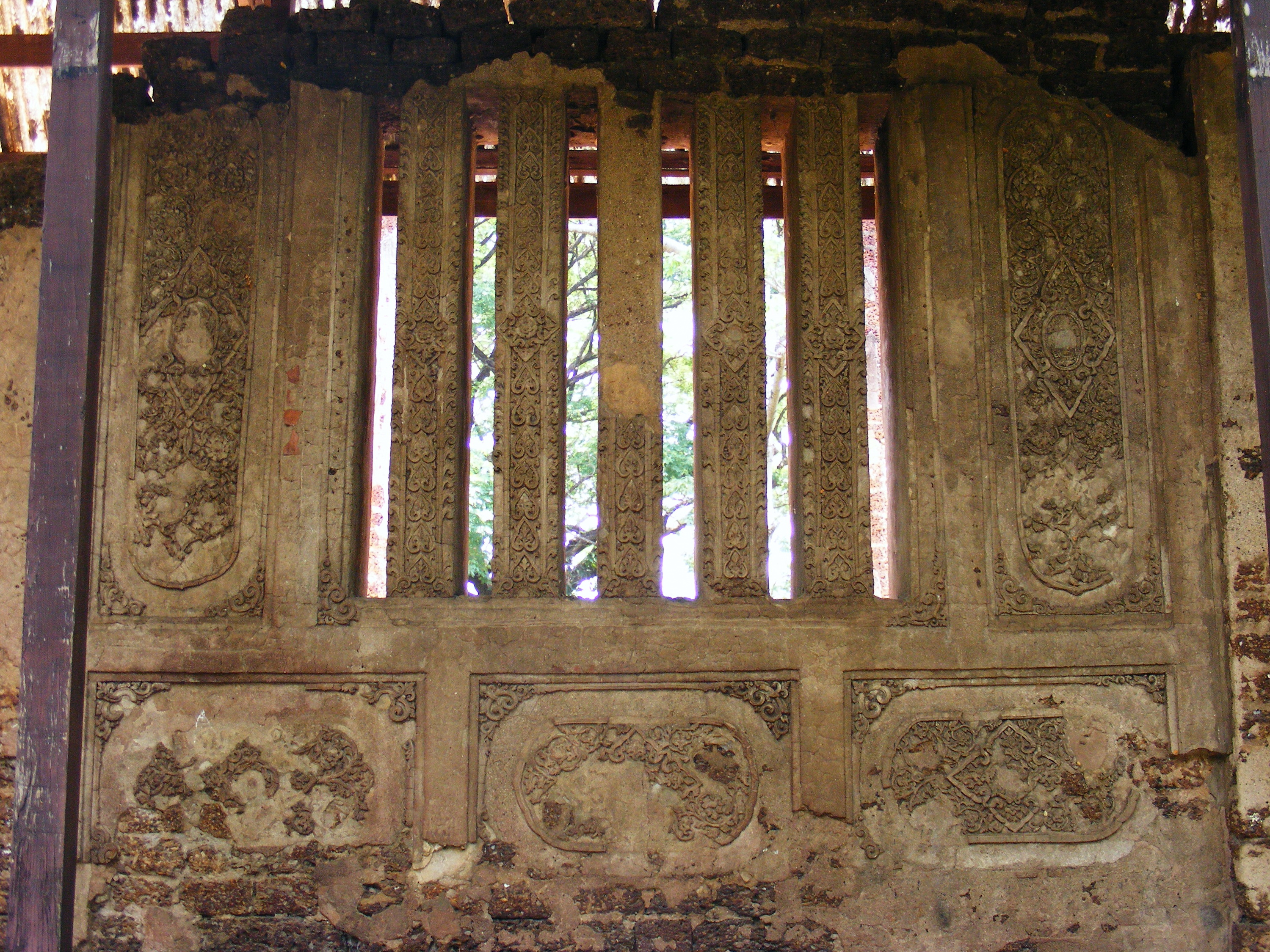
礼拝堂の格子窓のレリーフ

寺院の敷地はかなり広範囲にわたり、ラテライトの周壁に囲まれる。その構内建造物の中心にはラテライトで構築された大きな仏塔（チェーディー、chedi）や、7つの部屋をもつ礼拝堂（ウィハーン、wihan）の遺構があり、スコータイおよびラーンナーの典型的な様式として残存する。西側にあるスリランカ式に構築された中央仏塔は、その小洞に通じる階段を備えている。仏塔の基壇の一部にはワット・チャーンロームに見られるようなゾウの脚の断片が認められており、かつてゾウの像が仏塔を支えるように立っていたことが示唆される。その東側にある礼拝堂には壁面の装飾が施されていた。また、北側に大きな本堂（ウボーソット、ubosot）の痕跡が認められる。

### 浮彫り
寺院は、礼拝堂の壁面に残存する繊細な化粧漆喰（スタッコ）のレリーフにより知られている。その漆喰の浮彫りは、ラーンナー、および中国に見られるような植物の模様（唐草模様）が取り入れられており、それらの装飾は木造のトタンを張った屋根に保護された西側の壁や窓の周辺に見られる。

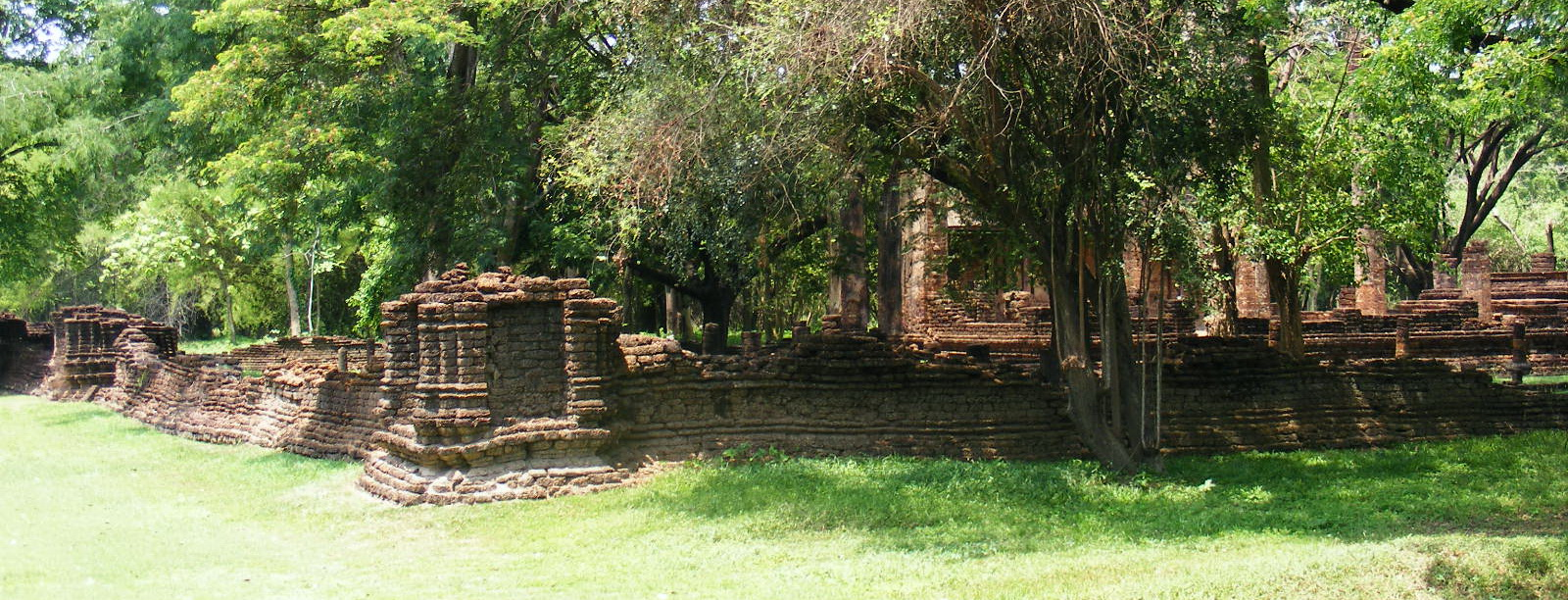
寺院の周域